# Juan Jorge II de Sajonia-Eisenach
El duque Juan Jorge II de Sajonia-Eisenach (Friedewald, 24 de julio de 1665 - Eisenach, 10 de noviembre de 1698) fue un duque de Sajonia-Eisenach.
Era el segundo hijo varón del duque Juan Jorge I de Sajonia-Eisenach y de Juana de Sayn-Wittgenstein.
La muerte de su hermano mayor Federico Augusto —quien fue muerto en batalla en 1684— lo convirtió en el nuevo heredero de Sajonia-Eisenach. Dos años más tarde (1686), Juan Jorge sucedió a su padre cuando este falleció.
En Kirchheim unter Teck el 20 de septiembre de 1688 Juan Jorge contrajo matrimonio con Sofía Carlota de Wurtemberg. Esta unión no tuvo hijos.
Cuando su primo, el joven duque Juan Guillermo de Sajonia-Jena murió (1690) Juan Jorge heredó una parte de su ducado, viéndose obligado a hacer un tratado de división con el duque Guillermo Ernesto de Sajonia-Weimar, su otro primo y cuñado del difunto duque.
Juan Jorge murió repentinamente de viruela, y fue sucedido por su hermano, Juan Guillermo.
| Predecesor: Juan Jorge I | Duque de Sajonia-Eisenach 1686-1698 | Sucesor: Juan Guillermo III |

- Datos: Q64495
- Multimedia: John George II, Duke of Saxe-Eisenach / Q64495